# 동경 방랑자
《동경 방랑자》(일본어: 東京流れ者)는 1966년 개봉한 일본의 야쿠자 영화로, 스즈키 세이준이 감독을 맡았다.